# Stygnocoris fuligineus
Stygnocoris fuligineus ist eine Wanze aus der Familie der Rhyparochromidae.

## Merkmale
Die Wanzen werden 2,5 bis 3,3 Millimeter lang. Vertreter der Gattung Stygnocoris erkennt man durch die feine Behaarung auf dem Pronotum und den Hemielytren. Das Pronotum ist komplett punktiert und die Schenkel (Femora) der Vorderbeine tragen keine Sporne. Stygnocoris fuligineus kann man von der sehr ähnlichen Stygnocoris sabulosus durch die trübere Färbung der Dorsalseite, die viel kürzere Behaarung und die dunklen Schenkel. Die Tiere sind immer voll geflügelt (makropter).

## Verbreitung und Lebensraum
Die Art ist von Nordafrika über den Mittelmeerraum bis in den Süden Skandinaviens und östlich bis Russland und in den Kaukasus verbreitet. Sie ist in Mitteleuropa weit verbreitet und nicht selten. In den Alpen findet man sie bis über 1700 Meter Seehöhe. In Großbritannien ist sie weit verbreitet und häufig. Besiedelt werden unabhängig von der Bodenbeschaffenheit verschiedene offene bis halbschattige Lebensräume, vor allem aber trockene und warme Orte mit dichter Krautschicht. Man findet sie beispielsweise auf Kultur- und Brachland.

## Lebensweise
Die Tiere leben in der Bodenstreu. Sie saugen an auf den Boden gefallenen Samen von verschiedenen Pflanzenarten. Manchmal kann man die Imagines auch auf den Pflanzen und auch auf Gehölzen finden. Die Weibchen legen ihre Eier in den Boden ab. Die Überwinterung erfolgt überwiegend als Imago. Die Paarung findet im April und Mai statt, die Nymphen treten im Mai und Juli auf, ab August die adulten Tiere der Neuen Generation, die sich nochmals Paaren und Eier ablegen. Im September und Oktober treten dann die Nymphen der zweiten Generation auf, die nur bei ungünstigen Bedingungen überwintern, ansonsten sich noch davor zu Imagines häuten. Es ist möglich, dass sich diese Imagines auch noch im November paaren.

## Belege